# Olivia Giannuli
Olivia Giannuli (Fort Lauderdale, Florida, 28 de septiembre de 1997) es una actriz, bailarina y cantante estadounidense de origen ítalo-argentino. 
Es conocida por darle la voz al personaje de Disney, Tinker Bell: Fawn. Actualmente interpreta a Gwen Lopez en la serie de televisión estadounidense, Riverdale.

## Primeros años
Su padre, Mossimo, es un diseñador de indumentaria, mientras que su madre, Lorena, trabaja en el sistema educativo. Olivia tiene dos hermanos mayores Luca (24) e Isabella (22). 
Giannuli nació y se crio en la ciudad de Fort Lauderdale, en el seno de una familia de clase media. Desde pequeña habla fluidamente español e inglés.
A la edad de 12 años, se mudó con su familia a la ciudad de Miami en Florida, y allí asistió a la escuela secundaria, Boca Raton Community High School.
Durante toda su vida practicó deportes como hockey, voleibol y fútbol. 
Su padre es italiano y su madre es argentina con ascendencia cubana y española.

## Filmografía
| Año          | Título                                       | Rol        | Notas                    |
| 2011         | Pixie Hollow Games                           | Fawn       | Elenco principal         |
| 2012         | Tinker Bell: Secrets of the Wings            | Fawn       | Elenco principal         |
| 2013         | Lab Rats                                     | Cassie     | Temporada 2, 4 episodios |
| 2013         | Teen Wolf                                    | Victoria   | Temporada 3, 6 episodios |
| 2013-2016    | Devious Maids                                | Isa        | Personaje recurrente     |
| 2014         | Tinker Bell: The Pirate Fairy                | Fawn       | Elenco principal         |
| 2014         | Tinker Bell and the Legend of the NeverBeast | Fawn       | Elenco principal         |
| 2017-present | Riverdale                                    | Gwen Lopez | Elenco principal         |
| 2018         | Luis Miguel: La Serie                        | Mariana    | Elenco principal         |

## Videos musicales
| Año  | Nombre                | Artista           |
| 2011 | Girls Talkin Bout     | Mindless Behavior |
| 2012 | Turn Up The Music     | Chris Brown       |
| 2014 | Fine China            | Chris Brown       |
| 2014 | Don’t Think They Know | Chris Brown       |
| 2015 | Picture Me Rollin’    | Chris Brown       |
| 2017 | Party                 | Chris Brown       |
| 2017 | Roses                 | Chris Brown       |
| 2017 | Rock Your Body        | Chris Brown       |
| 2017 | I Love Her            | Chris Brown       |